# Ichthyovenator
|  | Dieser Artikel wurde aufgrund von formalen oder inhaltlichen Mängeln in der Qualitätssicherung Biologie im Abschnitt „Paläontologie“ zur Verbesserung eingetragen. Dies geschieht, um die Qualität der Biologie-Artikel auf ein akzeptables Niveau zu bringen. Bitte hilf mit, diesen Artikel zu verbessern! Artikel, die nicht signifikant verbessert werden, können gegebenenfalls gelöscht werden. Lies dazu auch die näheren Informationen in den Mindestanforderungen an Biologie-Artikel. Begründung: zu knapp, nicht enzyklopädisch |

Ichthyovenator ist eine Gattung theropoder Dinosaurier aus der Gruppe der Spinosauridae. Sie lebte in der frühkreidezeitlichen Stufe Aptium des heutigen Laos.
Bekannt ist die Gattung durch Fossilien, die aus der Grès-supérieurs-Formation des Savannakhet-Beckens geborgen wurden. Die ersten Funde aus dem Jahr 2010 umfassten ein Teilskelett ohne Schädel und Gliedmaßen. Dieses Exemplar wurde zum Holotypus der neuen Gattung und Art Ichthyovenator laosensis und 2012 von dem Paläontologen Ronan Allain und seinen Kollegen beschrieben. Der Gattungsname, der „Fischjäger“ bedeutet, bezieht sich auf seine vermutete piscivore Lebensweise, während der Artname auf das Land Laos anspielt. Im Jahr 2014 wurde bekannt gegeben, dass weitere Überreste von der Fundstelle geborgen wurden; diese Fossilien umfassten Zähne, zusätzliche Wirbel und ein Schambein desselben Individuums.

## Etymologie
Der Gattungsname Ichthyovenator bedeutet so viel wie Fischjäger, während sich der Artzusatz laosensis auf das Land Laos bezieht, wo dieser Dinosaurier entdeckt wurde.

## Beschreibung
Das Hauptmerkmal des Ichthyovenator war sein eingekerbtes Segel, ein Merkmal, das bei keinem anderen Theropoden vorzufinden war. Darüber hinaus handelt es sich bei diesem Dinosaurier um den am besten erhaltenen Spinosaurier aus Asien.
Ichthyovenator erreichte eine Länge von ungefähr 8,5 Metern und ein Gewicht von bis zu 2 Tonnen, was ihn für einen Spinosaurier relativ klein macht.

## Klassifikation
Ichthyovenator wurde innerhalb der Spinosaurinae qualifiziert, einer Unterfamilie der Spinosauridae.